# Oplodontha albipennis
Oplodontha albipennis är en tvåvingeart som först beskrevs av Macquart 1838.  Oplodontha albipennis ingår i släktet Oplodontha och familjen vapenflugor. Inga underarter finns listade i Catalogue of Life.